# Uppsalas historia

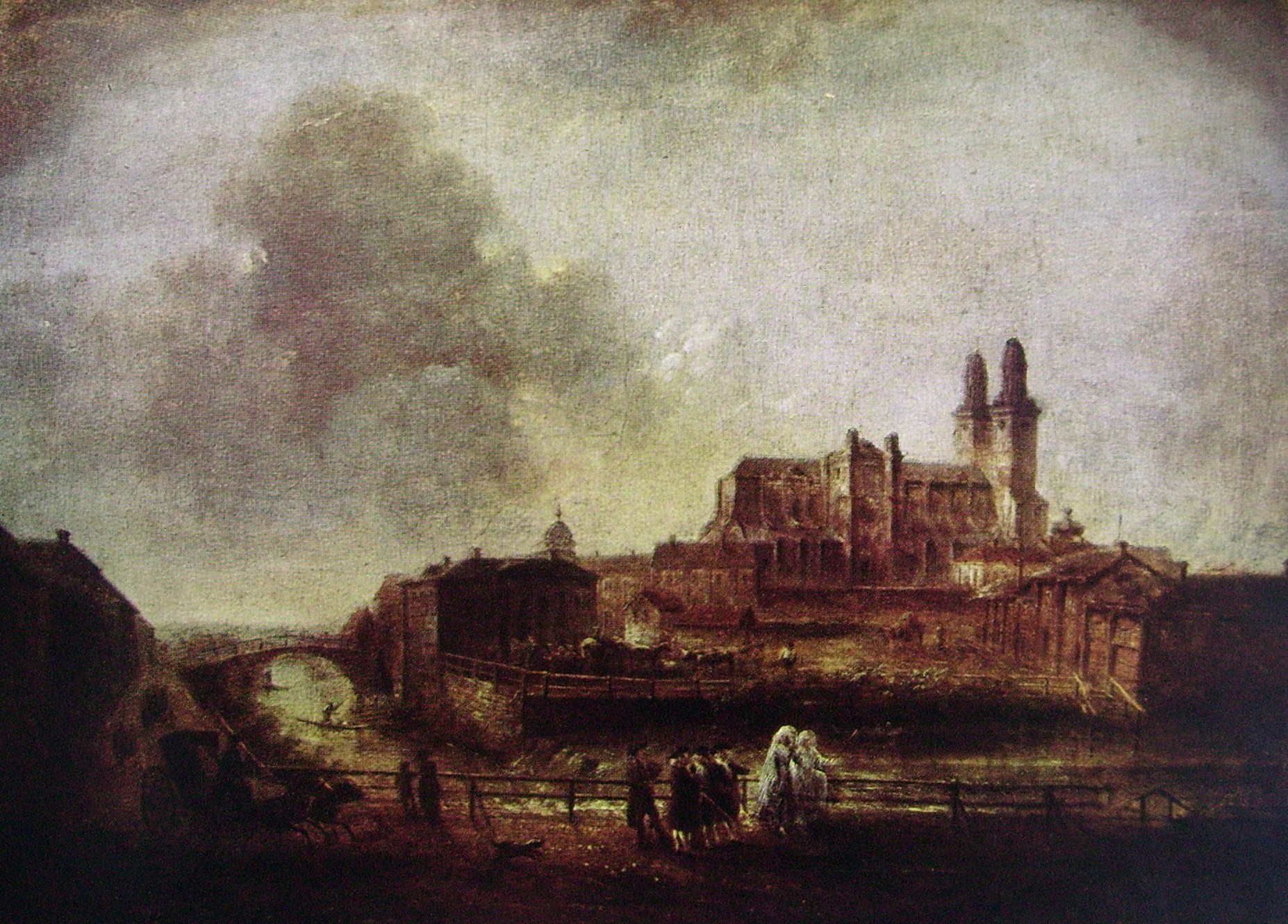
Utsikt av Uppsala med Uppsala domkyrka på 1700-talet, utförd av Elias Martin.

Uppsala är en av Sveriges äldsta städer, och har varit en politisk, ekonomisk och religiös centralort i området i över 1000 år. Staden var svearnas huvudort och var mellan 1164 och 1531 Romersk-katolska kyrkans ärkebiskopsstift. Den är sedan 1531 Svenska kyrkans ärkebiskopsstift. En viktig faktor för Uppsalas historia är universitetet, som är det äldsta i Norden. Stadens historia har sedan medeltiden präglats kraftigt av universitetet, Uppsala domkyrka, och närheten till Stockholm.

## Förhistoria ( –550)

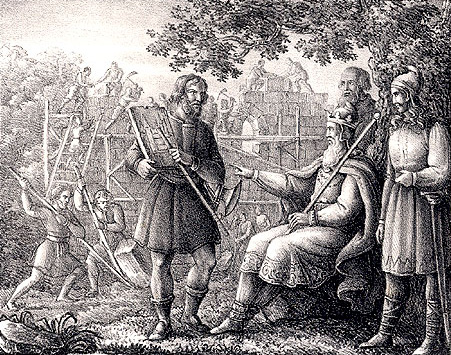
Yngve-Frej grundar Uppsala tempel.

För cirka 11 500 år sedan avslutades Weichselistiden och den inlandsis som täckte stora delar av Nordeuropa började smälta bort. En av de främsta spåren av istiden i Uppsala är Uppsalaåsen vilken sedan dess varit en viktig del av Uppsalas historia och geografi. Då isen smälte bort emigrerade djurlivet norrut, och nomadiska jägar- och samlarsamhällen följde efter. Uppsala låg dock vid den tiden under vatten. Först under tidigneolitikum höjde de första delarna av dagens Uppsala sig över havsytan. Lunsens högsta delar höjde sig över havsytan omkring 5000 f.Kr., omkring 4000 f.Kr. ingick delar av Sävja i den ön. Omkring 3000 f.Kr. blev de högsta delarna av Stadsskogen en ö. Boplatser visar att människor redan under neolitikum rört sig i vad som då var ett skärgårdslandskap. Den ön växte omkring början av vår tideräkning ihop med fastlandet vid Håga, men centrala Uppsala var då ännu fjärd som sträckte sig upp mot Bälinge.
Uppsala är taktiskt placerad på den plats där Uppsalaåsen möter Fyrisån. Fyrisån står i direkt kontakt med Östersjön och ger goda möjlighet till kommunikation via vattenvägar, medan åsryggen både fungerat som försvarsposition och kommunikationsled. I och med landhöjningen har den seglingsbara slutpunkten rört sig ner längs ån. Vid 500-talet låg denna punkt vid Kvarnfallet. Platsens läge var under denna tid att jämföra med Stockholms senare ställning, ett lås mot de inre vattenvägarna. Under äldre järnåldern låg platsen norr om en fjärd, Salafjärden, som förenade vattenleden Långhundraleden från det östliga Attundaland med resten av den dåtida havsviken Mälaren i söder. Fyrisån mynnade i Salafjärdens nordvästligaste vik vid Östra Aros vilket betyder Östra Åmynningen. Här steg, på grund av landhöjningen, en sten- och gruströskel, som fortfarande är synlig, upp mot vattenytan i början av vikingatiden. Därefter krävdes dragning av båtarna för vidare färd norrut i Tiundaland. Det största transporthindret låg vid nuvarande Ulva kvarn, nordväst om Gamla Uppsala. Där kan ett vattenfall ha börjat resa sig kring år 0.
Enligt den mytologiska Ynglingasagan skall staden ha grundats av Ynglingaättens stamfader Yngve-Frej samtidigt med Augustus regeringstid, och därefter länge varit centralort för Svearna. Föreställningen var på 1600-talet att sagornas Uppsala hade legat på platsen för dagens Uppsala. Redan på 1800-talet började dock sägnerna om Yngve-Frej som Uppsalas grundare att ifrågasättas. Idag anses det i sagorna omtalade Uppsala vara Gamla Uppsala, och dess position som centralpunkt för Sveakungarna i Uppland verkar etableras först på 500-talet efter Kristus, eftersom bebyggelse av mer ordinärt slag förekommit sedan förromersk järnålder.
Den första historiskt erkända källan som omnämner Svearna är Tacitus, som år 98 i sitt verk Germania skrev att svionerna var en mäktig stam, vars militära försvar var styrt av en kungamakt, anmärkningsvärd inte bara för sina krigare utan också för sin stora flotta med fartyg som såg likadana ut i både för och akter.

## Järnåldern (550–1087)

Målningen Midvinterblot, konstnären Carl Larssons tolkning av Uppsala tempel.

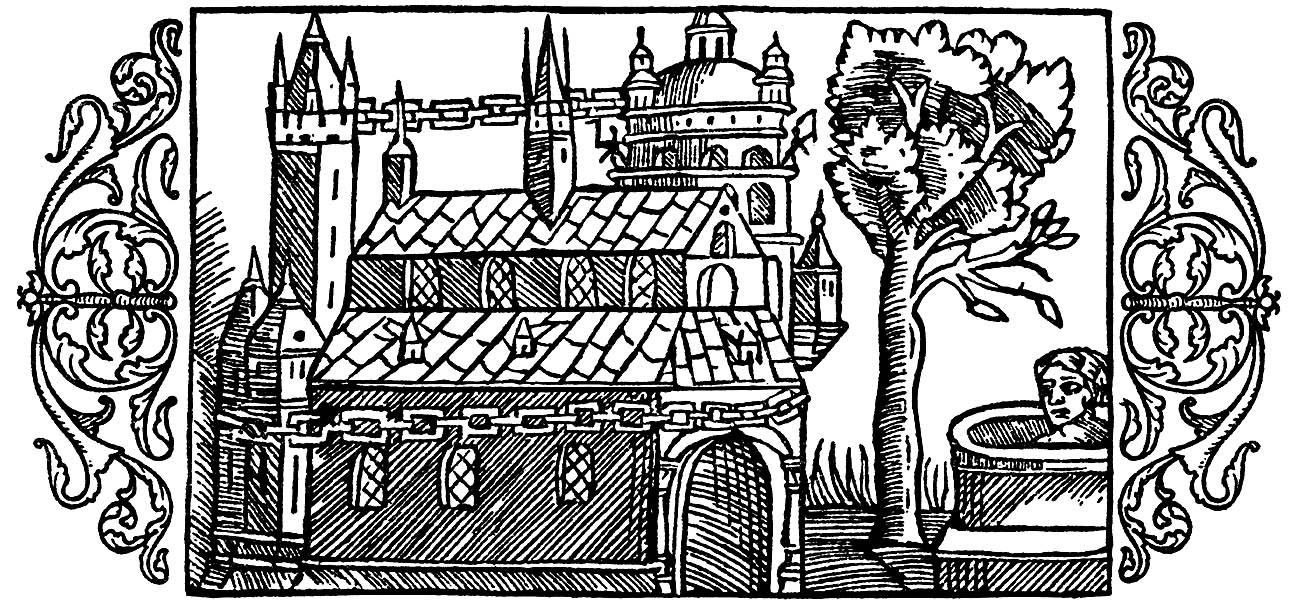
Uppsala tempel avbildat av Olaus Magnus i Historia om de nordiska folken (1555).

Se även Gamla Uppsala fornlämningsområde
Perioden efter mellersta 500-talet brukar i svensk historia kallas för Vendeltiden. Under vendeltiden byggdes ansenliga rikedomar upp kring Gamla Uppsala förmodligen från bergsbruk och handel. Skeppen blev allt viktigare och hästarna från vendeltidens Sverige är omtalade som särskilt bra. Den 16-typiga runraden, som de flesta runstenar är skrivna med, ersätter den 24-typiga i hela Skandinavien, vilket tyder på starka kungar med nära kontakter med varandra.
Det var under den här perioden som de stora Kungshögarna restes. Från den här tiden kommer de främsta källorna om Uppsala tempel, vilket skall ha varit centralhelgedom för svensk asatro. Templets existens baseras på ett omnämnande som Templum Nobilissimum av Adam av Bremen omkring år 1076: Detta folk har ett berömt tempel som kallas Uppsala, beläget inte långt från samhället Sigtuna. Adam av Bremen beskriver vidare att det i templet fanns avgudabilder föreställande Tor, Oden och Frej. Templet uppges dessutom ligga omgivet av berg som bildar ett slags teater. Möjligen är det Gamla Uppsala högar som avses, då dessa ligger i en båge och därmed i någon mening kan påminna om en antik teater. I samband med Sveriges kristnande skall templet ha bränts år 1087. Till saken hör dock att Adam av Bremen aldrig varit i Sverige, och att detta sannolikt är en påhittad konstruktion av Adam riktad mot en med ärkesätet Hamburg-Bremen konkurrerande kyrka med centrum i just Uppsala.
Där bebyggelsen vid dagens Uppsala etableras är okänt. Ynglingasagan omtalar platsen för dagens Uppsala som platsen för Uppsalakungarnas hamn. Oklart är dock om det syftar på vad som gällde då sagan skrevs i början av 1200-talet eller möjligen ett mannaminne tillbaka. I vilket fall som helst borde platsen sedan slutet av vikingatiden ha varit närmaste hamnplatsläget i förhållande till Gamla Uppsala, och kungsgården i Uppsala som går att belägga på 1240-talet borde åtminstone vara äldre än så. De arkeologiska spåren är dock få. Bebyggelse i form av ett antal gårdar har funnits på platsen, bland annat en gård med bygravfält på nuvarande Uppsala slotts plats. I höjd med nuvarande Kvarndammen har också sedan slutet av vikingatiden funnits ett vadställe över Fyrisån. Först under 1100-talet kan man spåra de första beläggen på en mera stadsliknande bildning på platsen. I skriftliga handlingar omtalas Uppsala första gången i Sveriges äldsta originalhandskrift, donationsbrevet till Viby kloster från 1164–1167 (kallas här Arusia).

## Medeltiden (1087–1521)

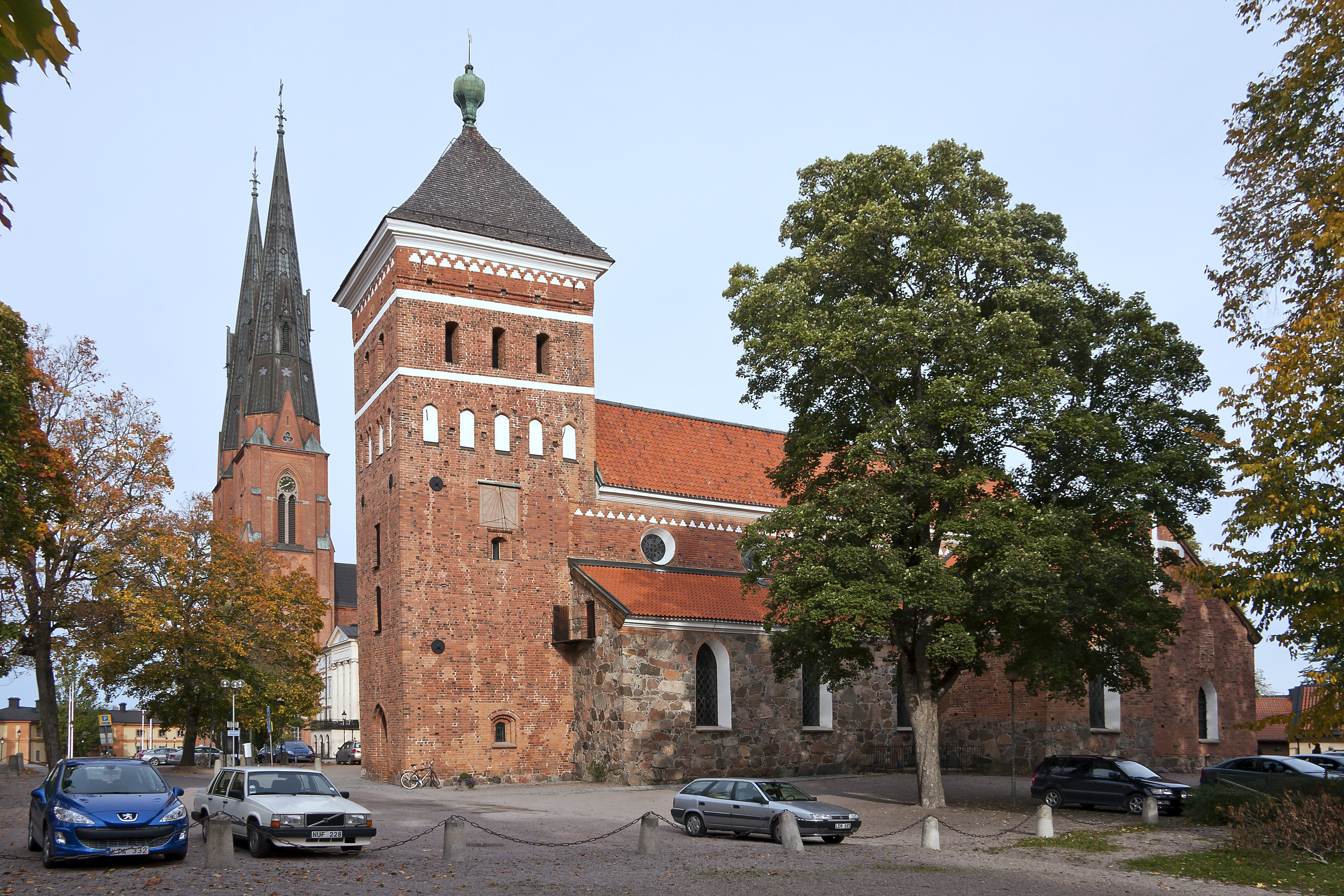
Helga Trefaldighets kyrka med Domkyrkan i bakgrunden, två av Uppsalas medeltida kyrkor. Helga Trefaldighets romanska arkitektur kan jämföras gentemot domkyrkans gotiska.

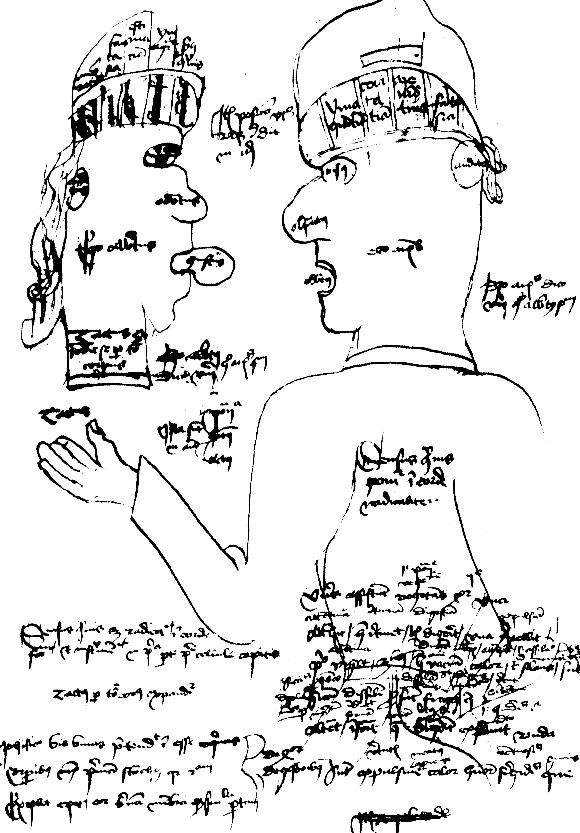
Olaus Guthos föreläsningsanteckningar från slutet av 1400-talet. Aristoteles ses argumentera med Albertus Magnus.

Erik den Helige (död c:a 1160), kung över i alla fall delar av Sverige och enligt legenden även missionär i Finland, skall enligt samma legend ha dödats i Uppsala av den danske tronpretendenten Magnus Henriksson efter en gudstjänst i en Helga Trefaldighets kyrka, som skall ha stått där domkyrkan idag står, och då skall Sankt Eriks källa vid Sankt Eriks torg ha runnit upp. Han skrinlades i Gamla Uppsala och överfördes till den nya domkyrkan troligen 1273. Under senmedeltiden var hans kult omfattande. Hans reliker finns ännu kvar i domkyrkan. Över källan byggdes på 1800-talet det pumphus av gjutjärn som finns kvar än i dag, och 1875 anslöts källan till pumphuset vid Islandsbron.
Under medeltiden flyttades mycket av makten i området från Gamla Uppsala till det nuvarande Uppsala, vilket under den tiden kallades Östra Aros. År 1164 blev Gamla Uppsala Sveriges ärkebiskopsdöme och därmed kyrkans huvudsäte i Sverige. Efter en brand i den tidigare domkyrkan (i Gamla Uppsala) gav påven Alexander IV tillstånd att flytta biskopssätet från Gamla Uppsala till nuvarande Uppsala (Östra Aros). Ett krav för flytten var att även ortsnamnet skulle följa med vid flytten, varpå Östra Aros blev Uppsala och dåvarande Uppsala blev Gamla Uppsala. Flytten motiverades av att Gamla Uppsala hade blivit alltför otillgängligt och lantligt. Det tog dock, på grund av ekonomiska svårigheter och traditionalistiskt motstånd, lång tid för beslutet att genomföras. Förflyttningen skedde officiellt den 24 januari 1273 då Erik den Heliges fördes i procession från Gamla Uppsala till Sankt Eriks kapell i nuvarande Uppsala. Samma år påbörjades konstruktionen av Uppsala domkyrka. Man började planera för kyrkobygget redan 1258. Först år 1435 invigdes den nya domkyrkan av ärkebiskopen Olaus Laurentii.
Den 27 februari år 1477 stiftas Uppsala universitet genom en bulla av påven Sixtus IV och blev därmed Nordens första och världens då nordligaste universitet. Kansler för det nyöppnade universitetet blev ärkebiskop Jakob Ulvsson som varit drivande vid grundandet. Utbildningen var uppdelad på fyra fakulteter; den Filosofiska fakulteten som fungerade som grundutbildning och de Medicinska, Juridiska och Teologiska fakulteten vilka fungerade som vidareutbildningar. Undervisningen kretsade kring den skolastiska filosofin som inspirerats av den antike filosofen Aristoteles. Bland andra de skolastiska filosoferna Thomas av Aquino och Albert Magnus studerades, men även Euklides matematik, astronomi och fysik. Universitetet var en stat i staten och studenterna lydde under dess domstol. Initiationsriterna, eller nollningen med modernt språkbruk, var våldsamma och de blivande studenterna skändades med låtsasvapen av trä. Den huvudsakliga källan för denna tid i universitets historia är föreläsningsanteckningarna från en gotländsk student vid namn Olaus Johannis Gutho vilka finns bevarade på Gustavianum. Han studerade i Uppsala 1477–1486.  Undervisningen sköttes av ledamöter av domkapitlet som utomlands erhållit magister- eller doktorsgrad.
Staden var under den här tiden tydligt delad i den kyrkliga delen väster om Fyrisån och den borgerliga öster om ån. Uppsalas akademiska historia börjar år 1246 då Katedralskolan grundades som stiftets första skola. Året därpå etablerade sig Uppsala franciskankonvent i staden vid nuvarande Klosterparken. 1498 fick Uppsala stadsprivilegier som uppstad.
Staden befästes under 1300-talet då Ärkebiskopsborgen uppfördes på platsen för nuvarande Universitetsparken. Uppsala blev också en av de viktigaste scenerna i konflikterna mellan Sverige och Danmark vilka kom att spräcka Kalmarunionen. Sten Sture den äldre intog borgen från den unionsvänlige ärkebiskopen Jakob Ulvson 1497. År 1520 besegrade en dansk här Sten Sture den yngre under dennes krig mot Danmark i Långfredagsslaget vid Uppsala. Året därpå besegrade Gustav Vasa en dansk här vid Slaget om Uppsala under Befrielsekriget.

## Äldre vasatiden (1521–1611)

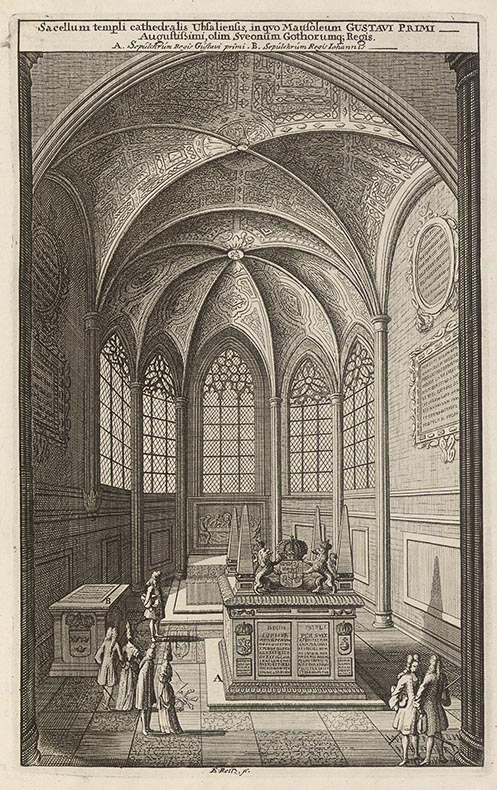
Gustav Vasas gravkor i Domkyrkan. Kopparstick från 1690–1710.

Gustav Vasas regeringsår var ett bakslag för Uppsala. I och med reformationen kom universitetets verksamhet att starkt begränsas. Universitetet hade ju varit katolskt och det var inget som uppskattades av Gustav Vasa. Efter reformationen dog undervisningen i praktiken ut efter mitten av 1500-talet, även om universitetstjänster fortfarande tillsattes. Reformationen innebar också att både makt och kapital flyttades från kyrkan i Uppsala till kungen i Stockholm. Ett annat bakslag för staden var den omfattande stadsbranden 1543, under vilken bland annat Sankt Pers Kyrka, Franciskankonventet och Ärkebiskopsborgen brann utan att senare byggas upp.
För att stärka sin maktställning gentemot inhemska och utländska fiender lät kungen år 1549 anlägga Uppsala slott Slottet var strategiskt beläget på Uppsalaåsens krön och för sin tid modernt. År 1567 var de första boningsdelarna på slottet klara, och man kunde utrymma den gamla "Uppsala gård". Efter en brand 23 april 1572 lät Johan III omforma borgen som byggdes ut till ett representativt renässanspalats. En av dess viktigaste uppgifter blev att fungera vid kröningsfestligheter efter ceremonin i domkyrkan. En av de mest spektakulära händelserna i slottets tidiga historia var Sturemorden den 24 maj 1567, då kung Erik XIV i ett raseriutbrott beordrade att låta avrätta fem förräderimisstänkta adelsmän.
Under senare delen av 1500-talet ägde två viktiga kyrkomöten rum i Uppsala. Den första kom att bli 1571 års kyrkoordning, vilket var den första fullständiga kyrkoordning och bekännelsetext som beslutades för kyrkan i Sverige under reformationen. Den trycktes av ärkebiskop Laurentius Petri 1571 och antogs på ett kyrkomöte i Uppsala 1572. Kyrkoordningen bekräftades av Kyrkomötet i Uppsala 1593, vilken avslutade den liturgiska striden genom att avvisa katolicismen och kalvinismen till förmån för den Lutherska läran. Mötet beslutade också att återöppna Uppsala universitet, men det tog i realiteten ett tiotal år innan en helt fungerande verksamhet åter var på plats.

## Stormaktstiden (1611–1718)

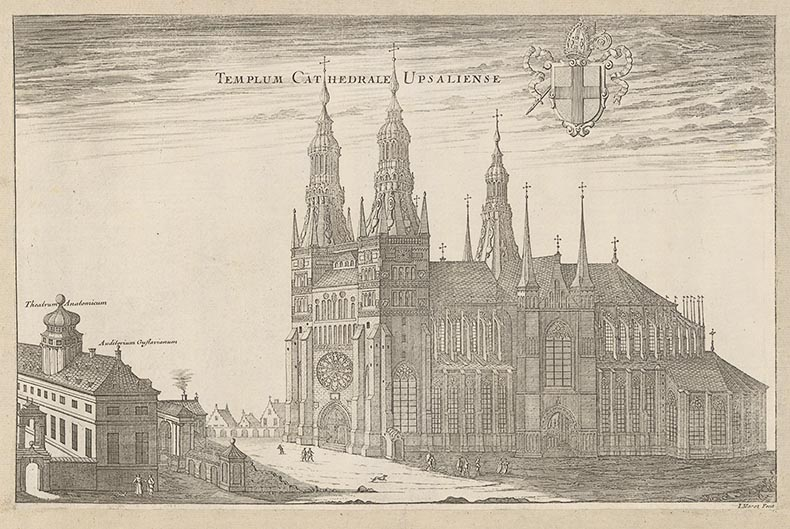
Domkyrkan avbildad i Suecia antiqua et hodierna, cirka 1690.

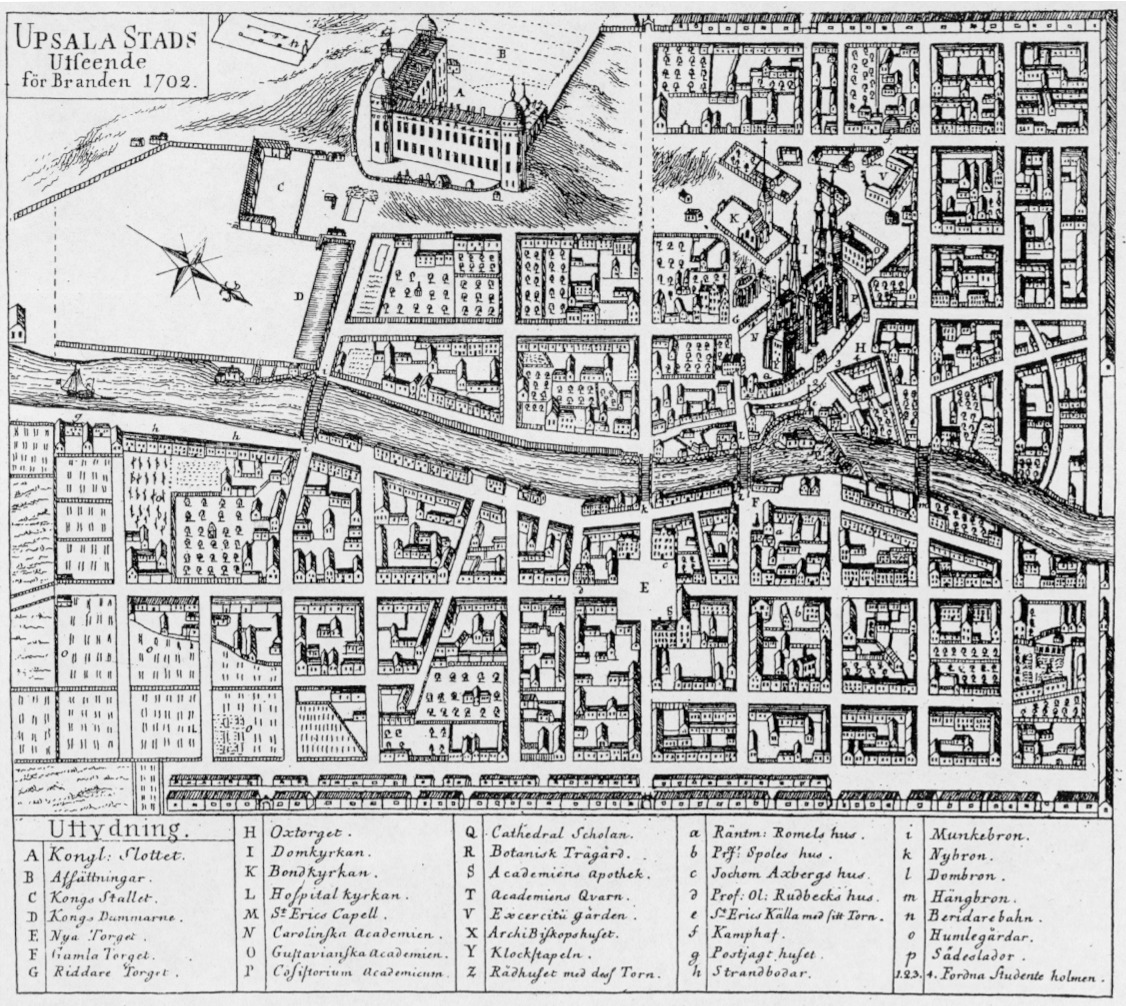
Stadskarta över Uppsala år 1702.

Stormaktstiden kom att skapa en renässans för Uppsala efter den äldre Vasatiden. Staden blev näst intill rikets sekundära huvudstad, då det var säte för bland annat ärkebiskopen, Svenska akademien och universitetet.
Den lutherske kungen Gustav II Adolf återupprättade universitetet under denna tid. Han insåg fördelarna av att även bygga stormakten Sverige med intellektuella medel. Viktiga ämnen var statsvetenskap, historia, men även teologi – nu i luthersk tappning. 1622 började ett nytt universitetshus, Gustavianum, byggas. Det färdigställdes under 1620-talet. 1622 donerade Johan Skytte medel till Skytteanska professuren i statskunskap och vältalighet, viktiga ämnen för en stormakt. Tjänstebostaden Skytteanum finns än idag kvar som tjänstebostad. År 1624 donerade Gustav II Adolf de Gustavianska arvegodsen – bortåt 400 gårdar och torp, samt skogar och kvarnar i Uppland och Västmanland till universitetet. Deras värde uppskattas idag (2007) till ett värde av 2 miljarder kronor och har en yta av knappt halva Öland. Olof Rudbeck d.ä. försökte bidra till Sveriges ära genom att i sin Atlantican härleda världens historiska ursprung till Sverige och Uppsala. Kanske är det också han som ändrat i Silverbibeln, för att få det att framstå som att Jesus besökt templet i Gamla Uppsala. Gustav II Adolf grundade också Sveriges andra universitet i Tartu 1632. Sveriges mest värdefulla bok, den gotiska Silverbibeln från början av 500-talet, kom till Sverige 1648 som krigsbyte från Prag och skänktes till Uppsala universitet 1669. Runt 1650 var befolkningsmängden 3 000, och av dessa var en tredjedel studenter. År 1663 inrättades exercitierna, de praktiska ämnena ridning, fäktning, dans och musik. De finns ännu kvar vid universitetet. Samma år legaliseras studentnationerna av konsistoriet. Dessa breda nysatsningar på universitetet ledde till ett tydligt uppsving för det akademiska livet i Sverige.
Inför Drottning Kristinas kröning antogs 1643 Uppsalas första stadsplan, troligtvis utförd av Anders Torstensson. Den medeltida staden med sina oregelbundna gatunät revs i hög grad och istället anlades staden i ett rutnätsmönster inom en 800m x 1200 m stor stadskvadrat. Stadskvadraten avgränsades av Kungsgatan, Strandbodgatan, Kyrkogårdsgatan och Skolgatan med Fyrisån flytande mitt genom staden. Stadens huvudsakliga mötesplats flyttades från Gamla torget till det nyanlagda, hörnslutna, Stora torget. Stadsplanen var genomförd runt 1660 och staden utvidgades inte utanför detta område fören under 1800-talet. Området kring domkyrkan undgick stadsplanen och den följande rivningen, varpå den delen av staden fortfarande präglas av ett irreguljärt gatumönster. Celsiushuset är ett av de få medeltida husen i östra staden som överlevde rivningarna, och står därför inte parallellt med övriga hus längs gågatan.
En viktig händelse i Sveriges och Uppsalas historia var Drottning Kristinas abdikation i Uppsala den 6 juni 1654. Abdikationen berodde på religiösa skäl då Kristina samma år konverterade till katolicismen. Samma dag som Kristina abdikerade kröntes hennes kusin Karl X till kung i Sverige i Uppsala domkyrka.

### Stadsbranden 1702

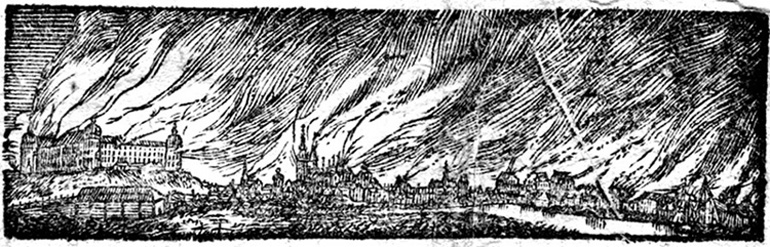
Stadsbranden i Uppsala 1702.

En av de viktigaste händelserna i Uppsalas historia var den förödande stadsbranden i staden den 16 maj 1702. Branden började i närheten av nuvarande Gamla torget, på östra sidan av Fyrisån. Större delen av Uppsala låg på åns västra sida, men det hade rått torka en längre tid, och branden kunde därför lätt spridas snabbt i den hårda vinden via träbroarna över Fyrisån. Enligt sägnen ska Olof Rudbeck personligen lett släckningsarbetet genom att med stark röst ropa ut sina order från Gustavianums kupoltak. Händelsen ska ha varit så påfrestande för honom att den indirekt orsakade hans död. Han avled den 17 september 1702. Bland de skadade byggnaderna fanns Uppsala domkyrka som nästan helt brändes ut och inte kunde användas igen förrän 1707. Även Uppsala slott skadades allvarligt och byggdes aldrig upp fullständigt. Slottet ser i stora drag likadant ut idag som den gjorde efter rekonstruktionen. En annan allvarligt skadad byggnad var en av universitets huvudbyggnader Academia Carolina som skadades så allvarligt att den efter branden inte kunde byggas upp utan revs helt.
Det tog decennier att bygga upp Uppsala efter branden. Mycket byggnadsmaterial flyttades från Uppsala till Stockholm för att rekonstruera slottet Tre Kronor efter den allvarliga Slottsbranden 1697, istället för att användas till rekonstruktionen av Uppsala. I och med stadsbranden kom Uppsala att förlora sin position som rikets andra stad och kröningsstad, då Ulrika Eleonora 1719 blir den sista svenska monarken att krönas i staden.

## Frihetstiden & den Gustavianska tiden (1718–1809)

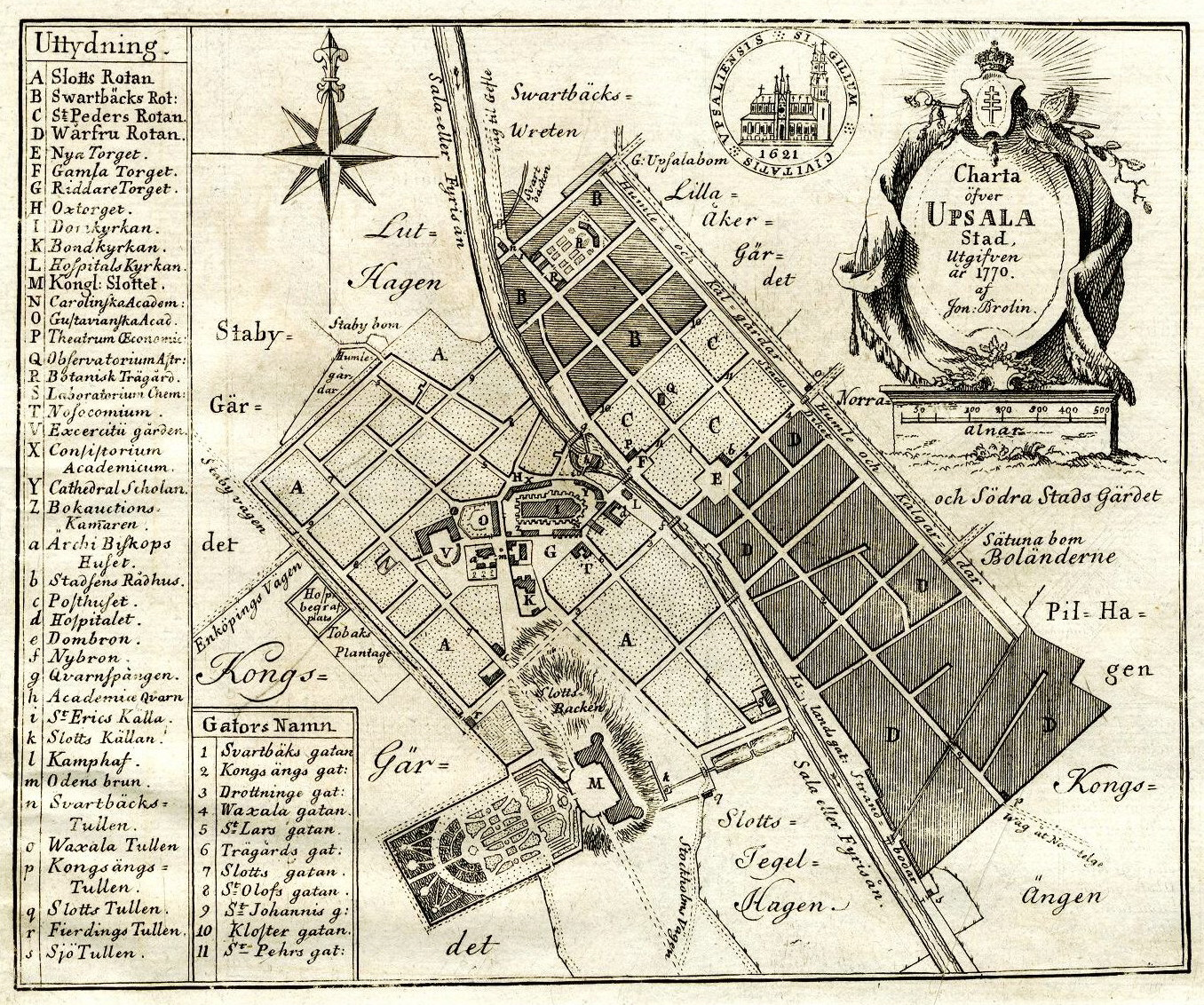
Karta över Uppsala från år 1770 upprättat av Jonas Brolin.

Som akademisk studentstad kom Uppsala att påverkas stark av Upplysningens idéer. Under 1700-talet hyllades förnuft och vetenskap och under 1720-talet började Uppsala och universitetet att blomstra igen. Hattpartiet kom efter sitt maktövertagande år 1738 att driva en nyttoinriktad och merkantilistisk utbildningspolitik. Nya institutioner för ämnen såsom kemi, fysik och nationalekonomi kom att inrättas medan de humanistiska disciplinerna fick stå tillbaka. Under den här perioden började många av den svenska upplysningstidens mest framstående personer leva och verka i staden. Carl von Linné påbörjade kartläggningen och systematiseringen av växtvärlden. Det botaniska intresset dominerade universitetet vid denna tid. Linné övertog den botaniska trädgården och den var också utgångspunkt för de mycket populära botaniska excursionerna till Uppsalas omgivningar. Linné sände också lärjungar över hela världen. Anders Celsius skapade Sveriges första egentliga observatorium 1741, där astronomiska och meteorologiska observationer regelbundet utfördes. Den framstående humanisten Johan Ihre dömdes år 1751 att betala en professors årslön i böter som straff för sin frispråkighet. Andra framstående vetenskapsmän under denna era var matematikern Samuel Klingenstierna och läkaren tillika pediatrikens fader Nils Rosén von Rosenstein.
Under 1700-talet upplevde den borgerliga handelsstaden Uppsala en tillbakagång på grund av konkurrens från det växande handelscentrumet i Stockholm. Under 1770-talet uppgick stadens befolkning till ca 4 000 personer vilket gjorde den till en av rikets viktigaste städer.
Under slutet av 1700-talet upplevde staden och universitetet en tillbakagång som delvis berodde på att naturvetenskapens motgångar, då många av dess främsta företrädare och vetenskapsmän dog. Den politiska oron i Europa efter Franska revolutionen påverkade också universitetet negativt. I revolutionens efterdyningar uppstod starka republikanska och liberala strömningar bland Uppsalas studenter. De anti-rojalistiska stämningarna växte då Hertig Karl efter mordet på Gustav III hade inskränkte tryckfriheten i Sverige. I protest mot detta samlades Uppsalas studenter på nyårsafton 1793 i en symbolisk begravningsmarsch över tryckfriheten. Marschen var det första tillfället då Uppsalas olika studentnationer enades om en gemensam politisk manifestation. Som en följd av mötet grundades Uppsalastudenternas första nationskonvent, vilket var den första organiserade sammanslutningen bland studenterna utanför nationerna och därmed en föregångare till Uppsala studentkår. Konventen ägnade sig åt att läsa förbjudna politiska skrifter från bland annat revolutionens Frankrike. Under den här tiden uppstod också den politisk-litterära kretsen Juntan. De revolutionära strömningarna bland studenterna blev dock kortvariga. Redan i april 1793 förbjöds nationskonventet genom ett kungligt dekret. Juntan bestod fram till år 1800 då flera av dess ledande medlemmar relegerades från Uppsala universitet efter den så kallade Musikprocessen.

## Uppsala under unionstiden (1809–1905)

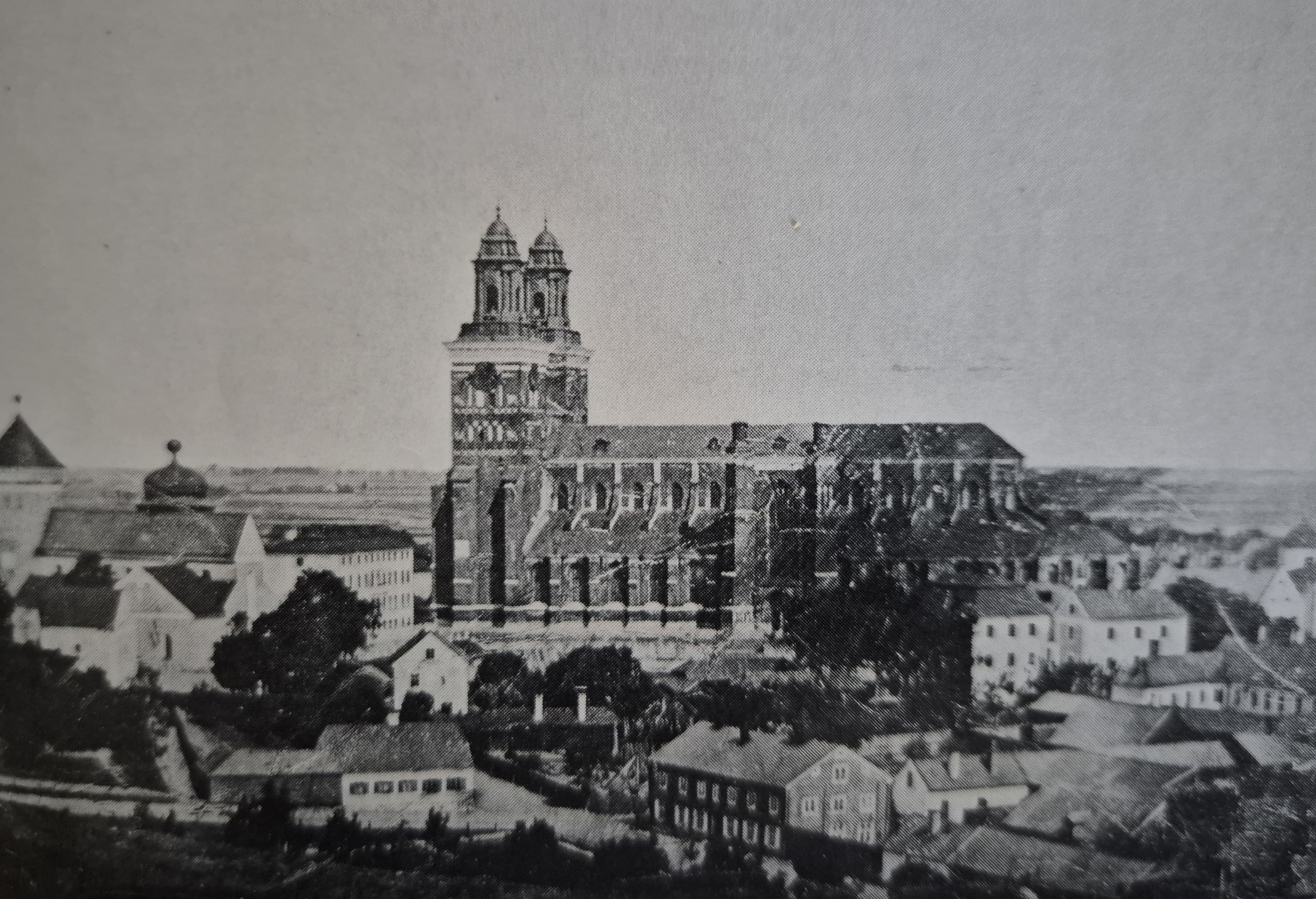
Uppsala från söder 1845 med domkyrkan i centrum. Daguerrotypi utförd av Johan Wilhelm Bergström som stereoskopbild.

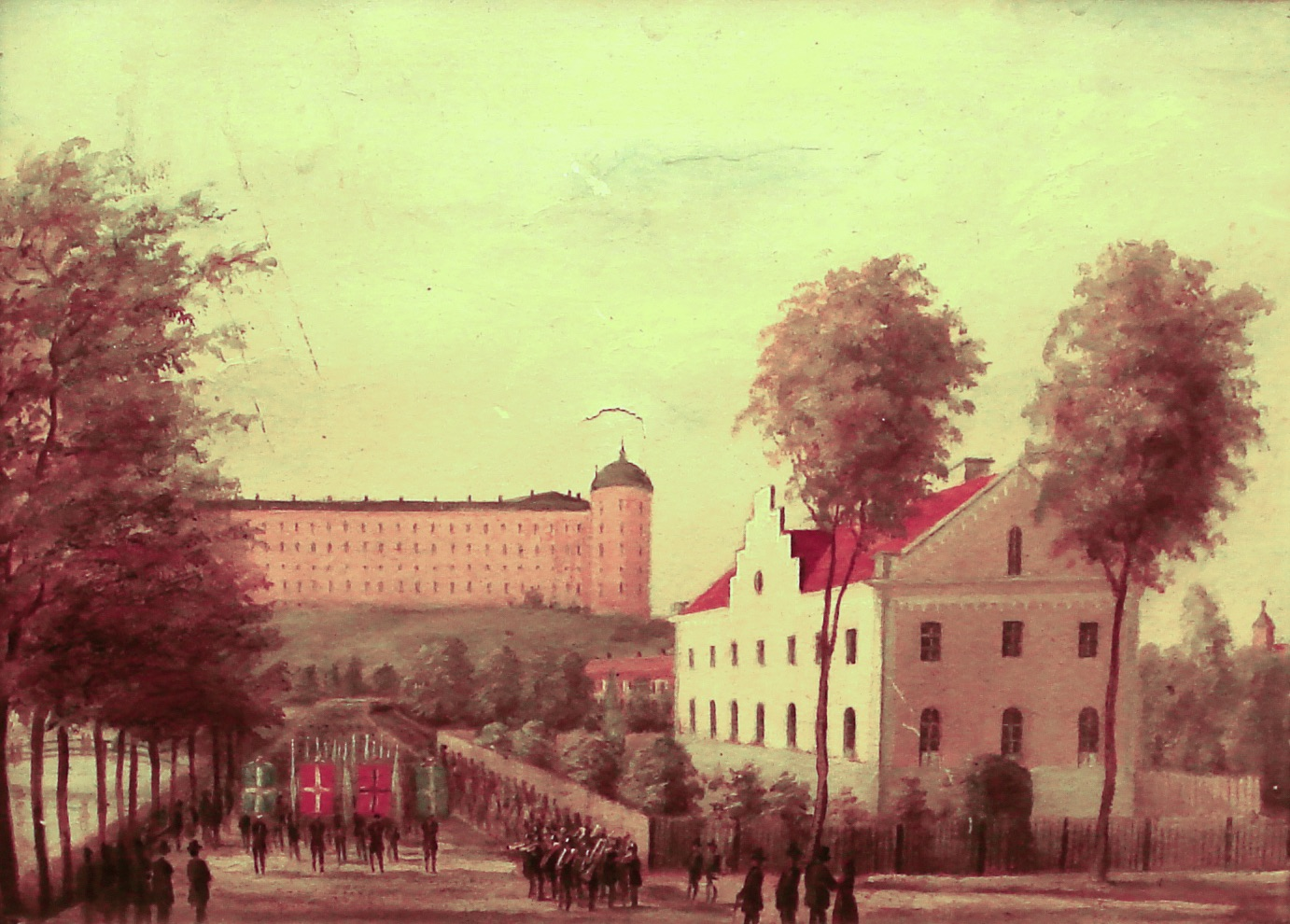
Nordiska studentmötet i Uppsala 1856. Studenter marscherar förbi Svandammen.

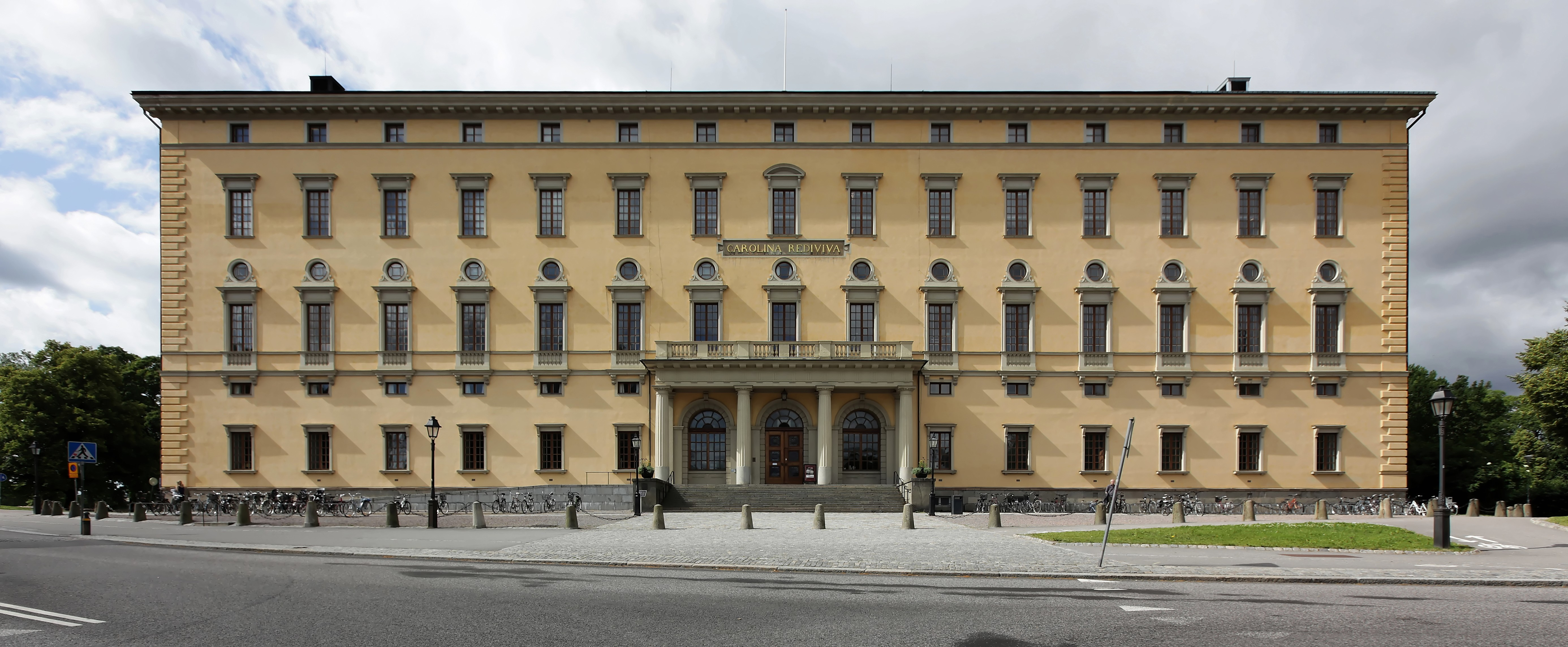
Carolina Rediviva, invigt 1841.

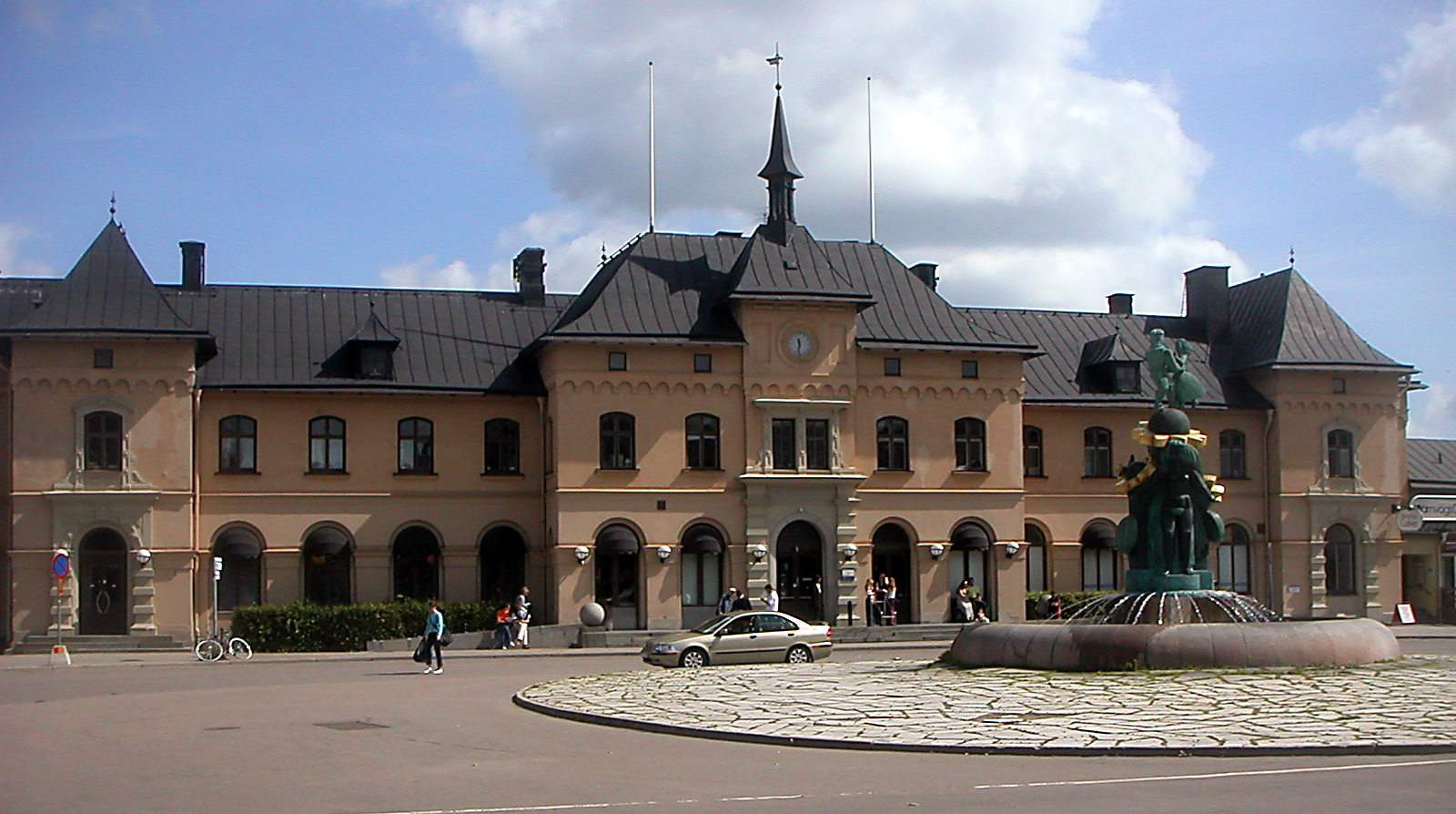
Uppsala centralstation, byggd 1866.

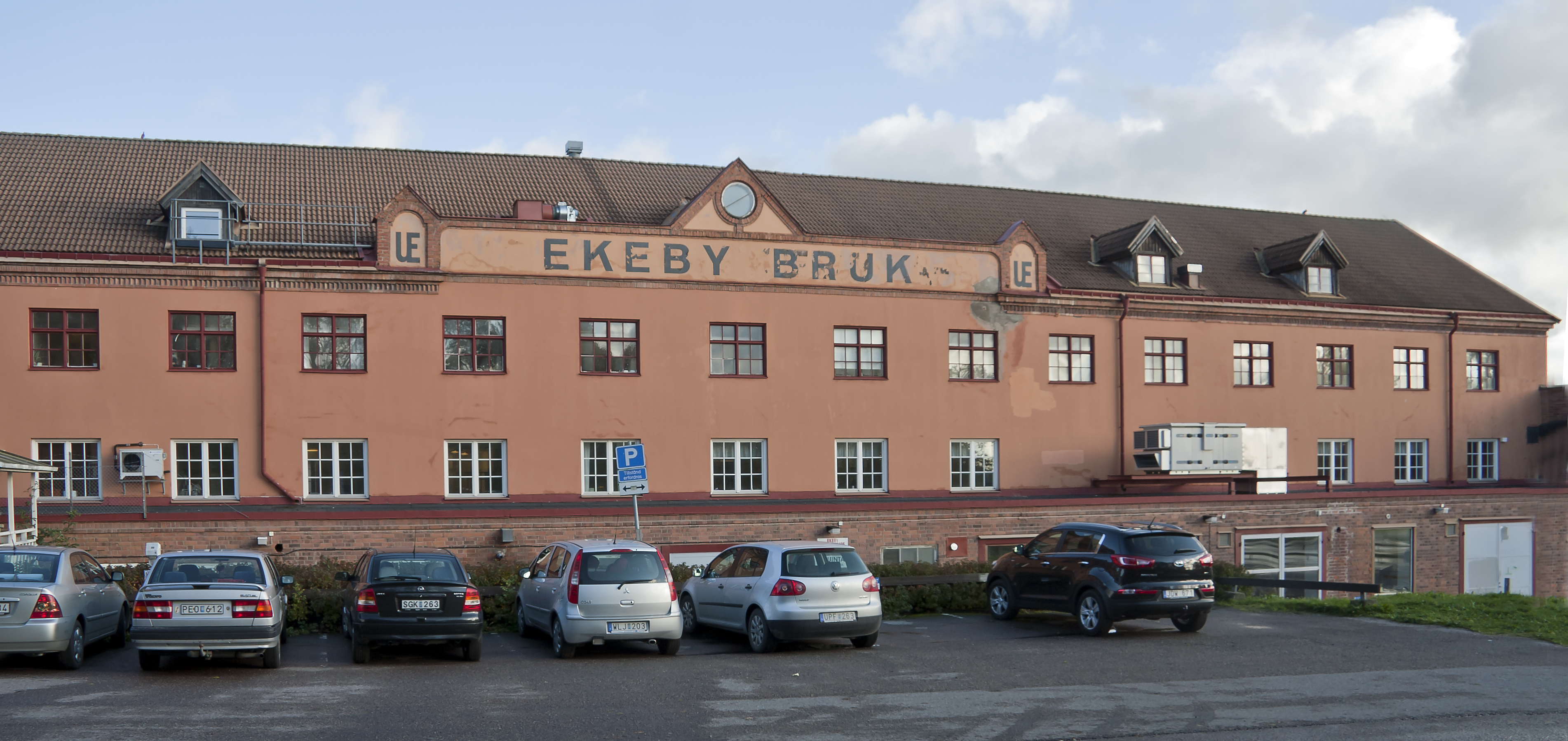
Ekeby bruk, tegelindustri i Uppsala grundat år 1886.

Under 1830-talet erfor Uppsala en ökad tillväxt efter de senaste årens stagnation och under perioden 1820–1870 ökade antalet professorer på universitetet från ca 60 till 110 och antalet studenter trefaldigades från ca 500 till 1500. Universitetet präglades tydligt av romantiska ideal under århundradets första halva men kom under dess senare decennium att bli mer inriktat på naturvetenskapen.
Under romantiken uppstår starka skandinavistiska strömningar på universitet runt om i norden. Det första skandinaviska studentmötet hålls år 1843 i Uppsala och studenter från Köpenhamns, Kristianias och Lunds universitet strömmar till staden. För att lätt kunna känna igen varandra under studentmötena bestämdes det att universitetets studenter skulle bära likadana mössor vilket blev förlagan till dagens studentmössor. Romantiken var även stor utanför studentkretsar och staden blev ett centrum för dess litteratur och kultur med framstående personligheter som Per Daniel Amadeus Atterbom, Lorenzo Hammarsköld, Erik Gustaf Geijer med flera vilka tillsammans brukar kallas för Uppsalaromantikerna. Skandinavismen nådde sin kulmen efter Februarirevolutionen 1848 och det följande året grundades Uppsala studentkår. Skandinavismen avtog dock snabbt under de följande åren, bland annat på grund av det Slesvig-holsteinska kriget. Ett fåtal studentmöten hölls under 1850- och 1860-talen. Det sista studentmötet hölls i Uppsala år 1875.
Under den senare delen av 1800-talet kom Uppsala att överge romantiken och bli mer inriktat på naturvetenskapliga ämnen. År 1870 fick kvinnor tillgång till universitetet och 1872 blev Betty Pettersson den första kvinnliga studenten som skrevs in på något svenskt universitet. 1892 grundas "Upsala Kvinliga Studäntförening" av bland annat Lydia Wahlström, som blir föreningens ordförande från dess grundande till 1898. Samtidigt expanderar universitetet kraftigt med stor nybyggnation. Under den här perioden invigdes en rad nya byggnader. År 1841 invigdes universitetsbiblioteket Carolina Rediviva och år 1887 invigs Universitetshuset av kung Oscar II. Vidare invigdes också Akademiska sjukhuset nya lokaler år 1867, med plats för 171 patienter. Under denna tid införskaffade sig också flera av stadens studentnationer egna nationshus.
År 1866 invigdes Uppsala centralstation vilken blev mycket viktig för staden då den band ihop Uppsala med Stockholm och resten av Sverige. Järnvägen möjliggjorde en större industrialisering av staden. Området saknade typiska industriresurser som malm och skog, men den bördiga Upplandsslätten gav staden stor tillgång till livsmedel till en växande livsmedelsindustri och tegellera till en tegelindustri. Utöver dessa uppstod det även i staden omfattande textilindustri, tryckeriindustri, tillverkningsindustri och kvarnindustri. Den första näringen att industrialiseras var brännvinstillverkning, som under 1855-1865 utgjorde nästa hälften av stadens inkomster. Resurserna från denna näring användes till att finansiera stadens fortsatta industrialisering.
Befolkningsökningen tog fart under mitten på 1800-talet tack vare industrialiseringsprocessen. Den ökade befolkningen ledde till att Uppsala under slutet av 1800-talet byggdes ut kraftigt. I och med stadstullens avskaffande 1810 ökade möjligheterna för staden att expandera utanför den stadsrektangel som etablerats under stadsplanen 1643, och som i stort sett fortfarande gällde. Stadens första stadsarkitekt Carl Axel Ekholm tillträdde 1878 och 1880 antogs en ny stadsplan vilken ledde till att staden växte norrut mot Svartbäcken och österut mot Vaksala. Mellan år 1870 och år 1900 fördubblades stadens befolkning från 11,433 till 22 818 invånare.
1854 härjades staden mellan september och november månader av kolera. Den 27 november 1854 förklarades koleraepidemin ha upphört och då hade totalt 706 personer insjuknat, varav 207 dog av sjukdomen. 1854 hade Uppsala 6 952 invånare och av dem insjuknade 10,1 % och dog 3,0 % i koleran.
År 1890 grundades också den liberala morgontidningen Upsala Nya Tidning (UNT) vilken lever kvar idag. Bland de främsta initiativtagarna till tidningen fanns ledande personer i den liberala studentföreningen Verdandi. År 1901 blev tidningen även en sexdagarstidning.

## Uppsala under världskrigen och mellankrigstiden (1905–1945)

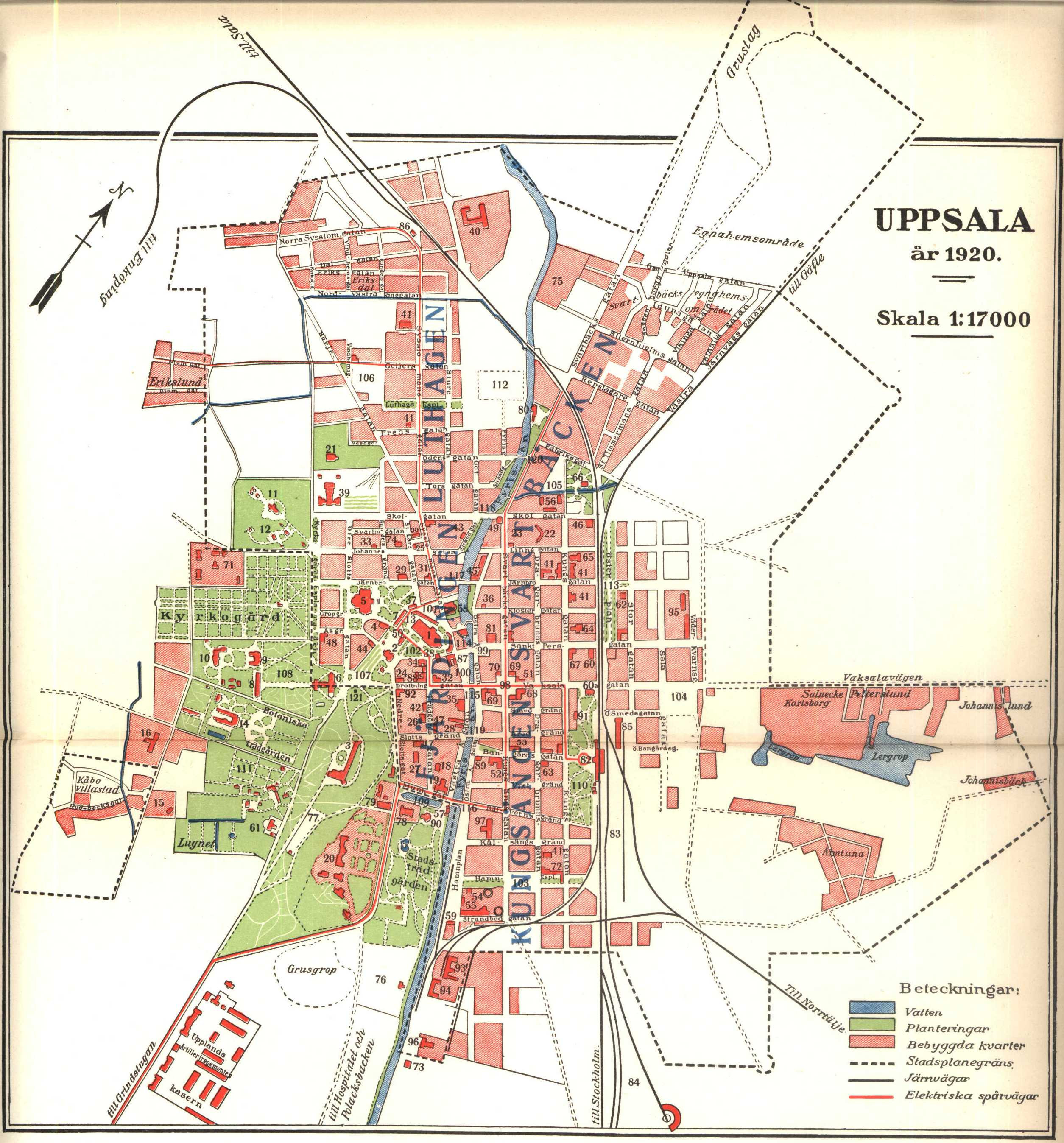
Karta över Uppsala, 1920.

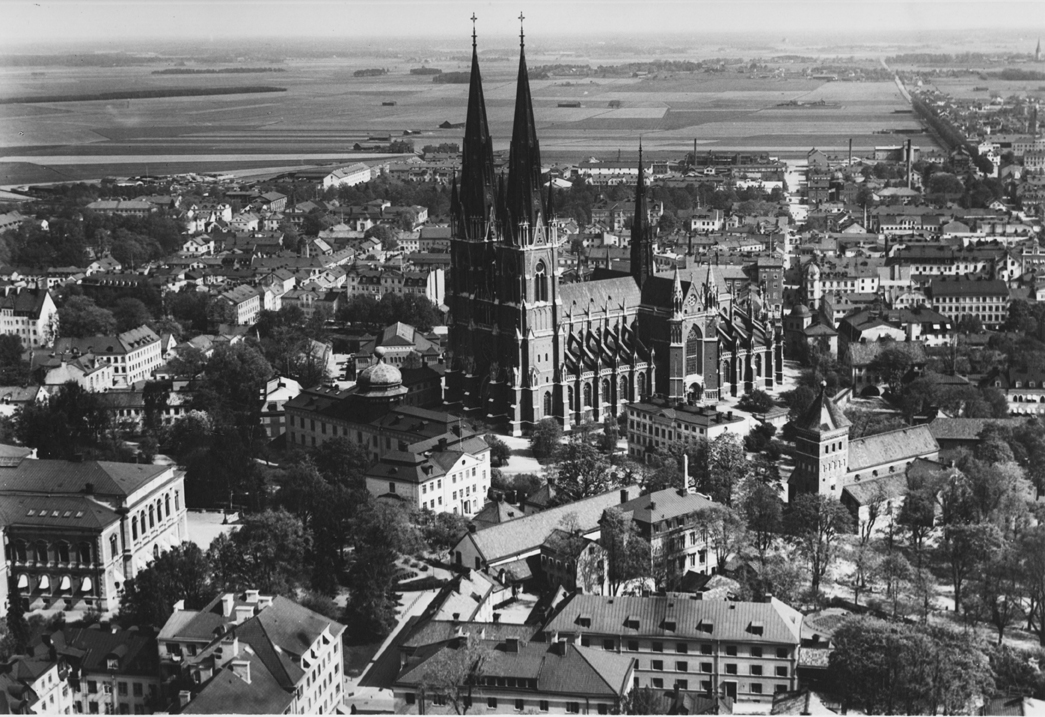
Flygfoto över centrala Uppsala 1934.

Under det tidiga 1900-talet ökade idrottslivet i Uppsala då IK Sirius bildades år 1907 och idrottsarenan Studenternas IP byggdes 1909. År 1905 bildades bolaget Upsala Stads Spårvägs Aktiebolag. Bolaget invigde den första spårvägslinjen, Innerstadsspårvägen den 11 september 1906. Under 1920-talet påbörjas en kraftig befolkningsutveckling i staden som blir ett av landets snabbast växande. Gunnar Leche var stadsarkitekt mellan åren 1920 och 1954 och satte stark prägel på Uppsala.
År 1921 inrättades med ett riksdagsbeslut Statens institut för rasbiologi i staden. Institutet var det första i sitt slag i världen och leddes av läkaren Herman Lundborg. Institutets syfte var att motverka den svenska folkstammens degradering. År 1936 avsattes den pronazistiska Lundborg och ersattes med Gunnar Dahlberg, vilken ledde institutet från den rasistiska linjen till en mer medicinsk och statistisk inriktning. Först år 1956 byter institutet namn till Institutionen för medicinsk genetik. Under Bollhusmötet 1939 protesterar flera uppsalastudenter mot Medicinalstyrelsens planer på att tio asylsökande judiska specialister få arbetstillstånd i Sverige. I april 1943 sker Påskkravallerna då nazistpariet Svensk socialistisk samling håller en manifestation vid Gamla Uppsala högar.
Efter Uppsala möte hade Uppsala ingen katolsk kyrka fram till 1900-talet och katolska högtider firades endast i privata hem. Under 1930-talet återkom behovet av en katolsk kyrka i Uppsala och 1943 grundades Uppsalas första katolska kapell sedan reformationen. Kapellet utvecklades senare till dagens Sankt Lars katolska kyrka
Under den här tiden växte framför allt den filosofiska fakulteten på universitetet och nya ämnen tillkom i bland annat arkeologi, konsthistoria och moderna språk. Framstående professorer under den här perioden var The Svedberg, Arne Tiselius, Harald Hjärne, Adolf Noreen och Nathan Söderblom. Under den här tiden utvecklades också den så kallade Uppsalafilosofin.  Mellan år 1880 och 1945 tredubblades antalet studenter på universitetet från 1 500 till 4 500.

## Efterkrigstiden (1945–1991)

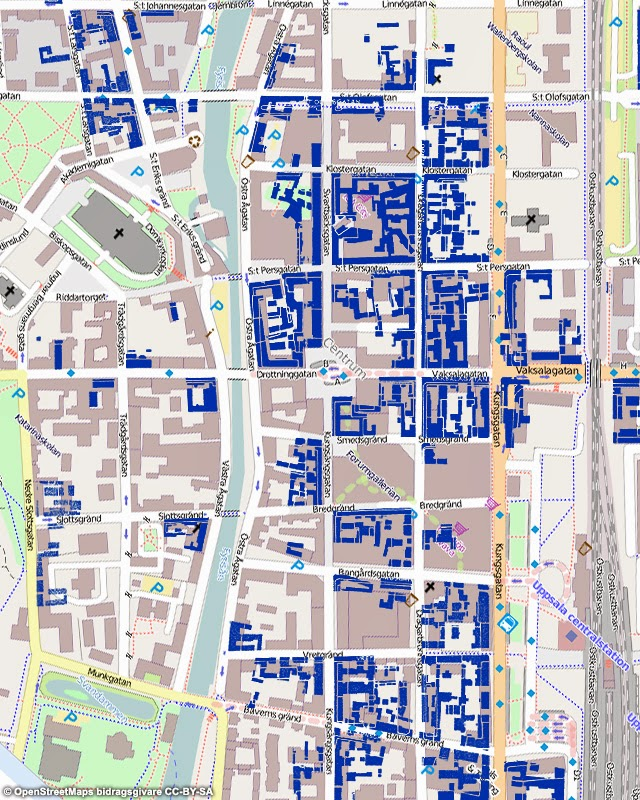
Rivna byggnader i Uppsala centrum under stadssaneringens mest intensiva period 1958-1978.

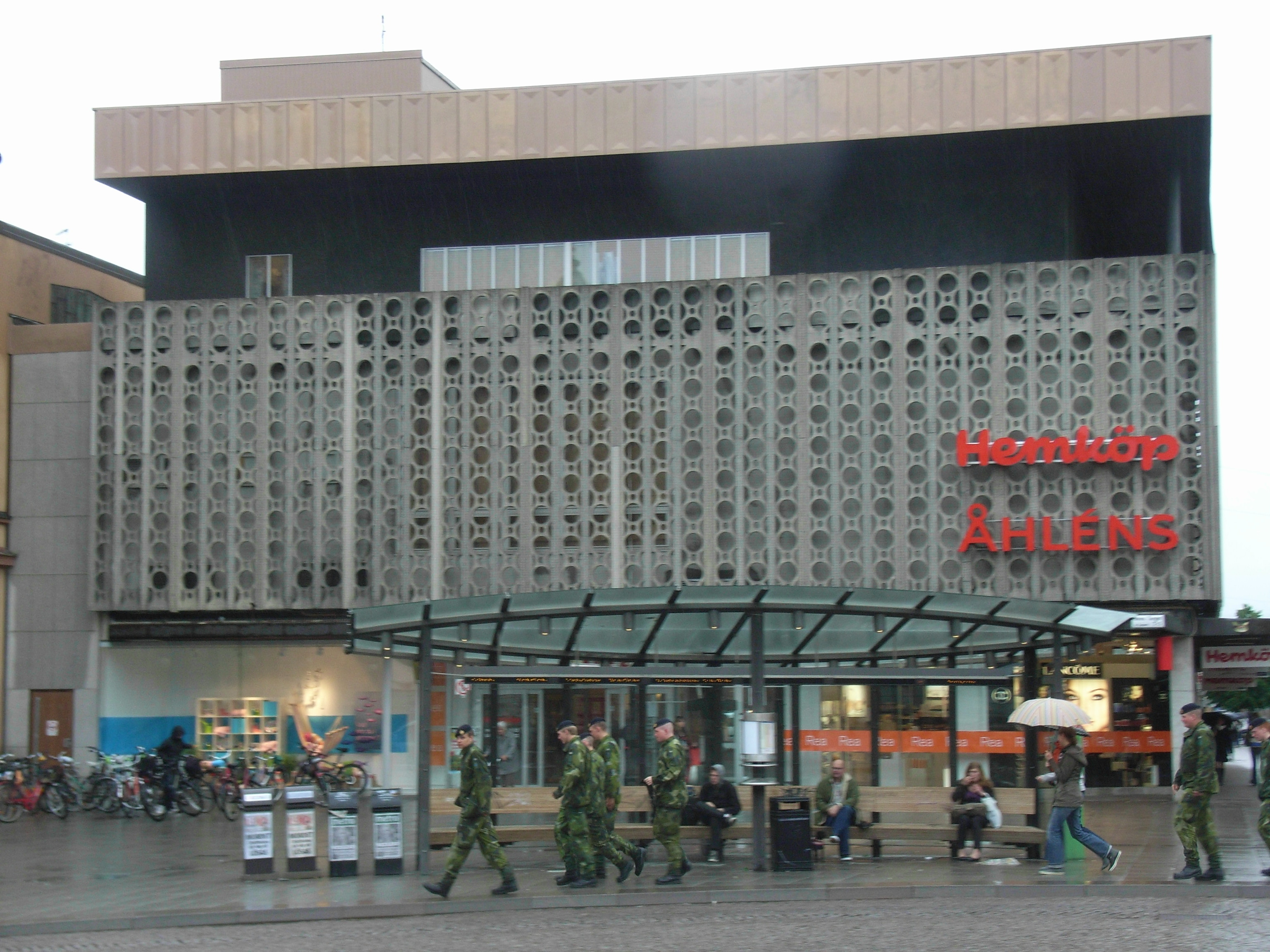
Tempohuset från 1960.

Uppsalas efterkrigshistoria präglas av stor expansion. Samtidigt genomfördes ett omfattande stadssaneringsprojekt då omfattande delar av centrala Uppsala rivs. Rivningen var som intensivast mellan 1958 och 1978. Rivningarna hade en liknande effekt på stadsbilden som bombningarna hade på centraleuropa under Andra världskriget. Saneringsprojektet motiverades bland annat av att stora delar av den gamla stadskärnan var i stort renoveringsbehov och vissa byggnader led av husbock. Rivningarna brukar också förklaras med den då rådande radikala tidsandan där nyrenässanshusen ansågs vara något av en symbol för klassamhället och det förgångna. I samband med rivningarna lades även Uppsala spårväg ned. Spårvägen bestod som mest av fem linjer och fanns från 1906 till 1953.
Till stor del revs nyklassicistiska hus från 1880-talet medan äldre och enklare låga hus ofta bevarades.  De dåtida ägarförhållandena och rivningarnas ofta centrala läge kan delvis förklara varför inte enklare hus revs först eftersom många bevarade hus, som de kring norra delarna av Övre Slottsgatan och Svartbäcksgatan, inte ligger fullt så centralt som till exempel husen kring Stora Torget; dock försvann även många mindre centralt belägna nyrenässanshus, längs södra delarna av Dragarbrunnsgatan och Kungsgatan bland annat. Närhet till historiska eller symboliskt laddade platser som Universitetshuset eller Linnéträdgården kan också ha bidragit till att det slutligen skapades en bevarandeplan för vissa gatupartier. Att ett stort antal 1900-talshus i nybarock och jugend klarade sig undan grävskoporna skall dock till stor del förklaras med rådande ägarförhållanden. Som exempel kan nämnas Vasahuset som trots förfrågan om rivning klarade sig undan. Dock revs det så kallade Rappska huset i Luthagen som var ett av stadens mest påkostade bland de hus som byggdes i jugendstil.[källa behövs]
Uppsala upplevde under efterkrigstiden en stark befolkningstillväxt. Uppsala kommun invånarantal växte från ca 74000 år 1940 till drygt 156 000 år 1990 och fördubblades därmed på en 50-årsperiod. Befolkningsutvecklingen nödvändiggjorde nybyggnation, både i de områden i innerstaden som rivits men även ut över tidigare icke-bebyggda områden. Samtidigt gav högkonjunkturen efter andra världskriget budgetutrymme i form av stora satsningar på nybyggnation. Nybyggnationen skedde oftast i modernistisk och funktionalistisk stil. Under 1960- och 1970-talets miljonprogramsperiod bebyggs bland annat områdena Luthagen, Eriksberg, Flogsta, Norby, Gottsunda, Sunnersta, Gränby, Nyby och Studentstaden.
Universitet växte kraftigt under senare delen av 1900-talet, från 8 000 studerande år 1960 till 21 000 år 1970. Under rektor Torgny T:son Segerstedts ämbetesperiod mellan 1955 och 1978 antog universitetet fler studenter än under hela universitetets förutgående historia sammanlagt. Under 1950- 1960- och 1970-talen genomgick staden också en omfattande avindustrialisering, och flera av de stora Uppsalaföretagen som grundats under 1800-talets senare hälft stängde igen.

## Nutiden (1991– )

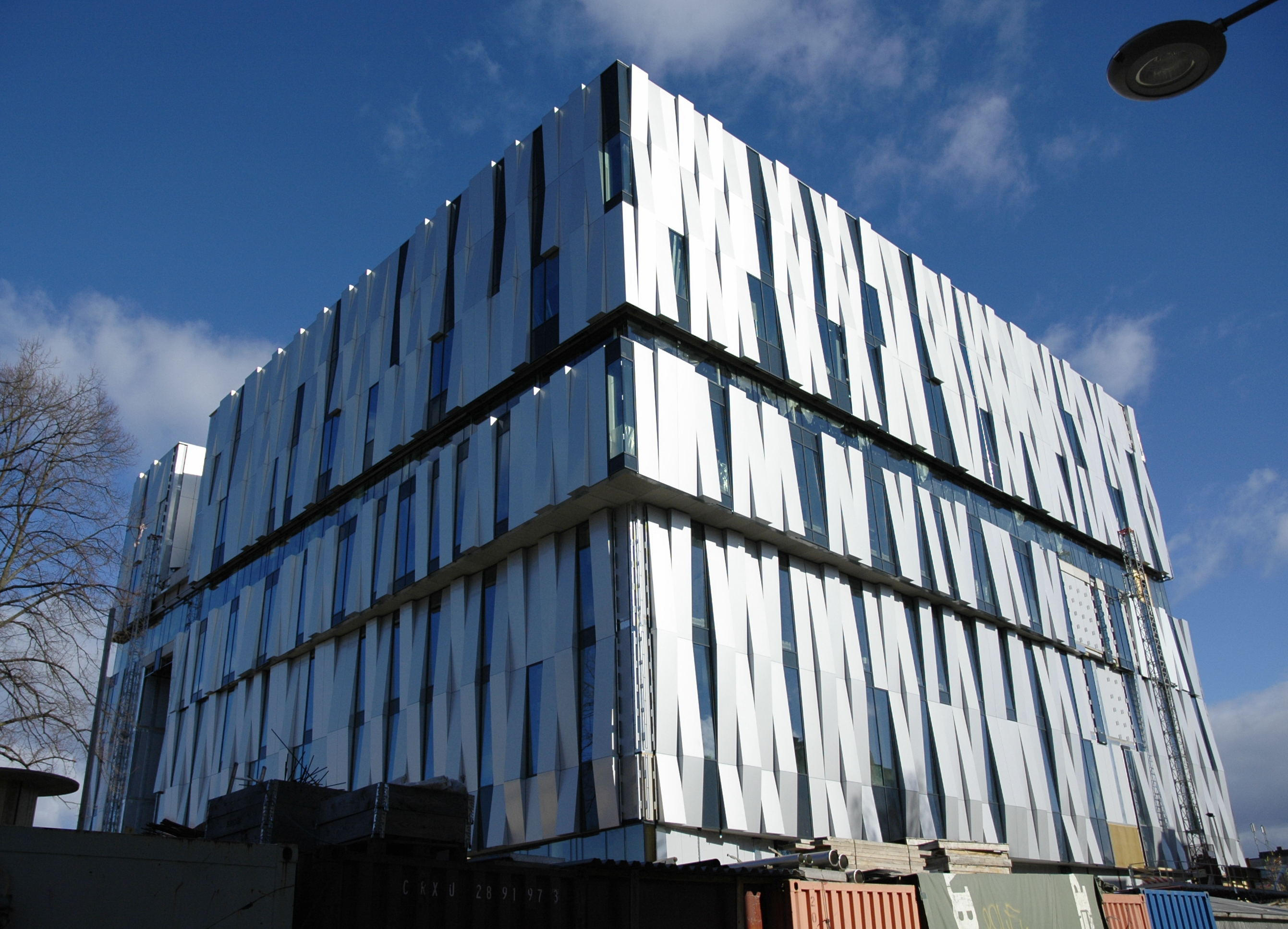
Uppsala Konsert & Kongress.

Under 2000-talets första årtionde har Uppsalas kulturliv expanderat och några av stadens återkommande evenemang är Uppsala internationella gitarrfestival, Uppsala internationella kortfilmsfestival, Allt ljus på Uppsala, Birdie, Uppcon och Kulturnatten Uppsala, vilken samlade 100 000 besökare år 2011. År 2007 invigdes Uppsalas kulturhus Uppsala Konsert & Kongress. Universitetet är idag fördelat på nio fakulteter och har ca 20 000 helårsstuderande och 3 600 anställda, varav uppemot 500 är professorer.
Motorvägen E4 drogs öster om staden 2006. Dessförinnan gick genomfartstrafiken längs Tycho Hedéns väg. I december 2012 fick Uppsala en direkt pendeltågsförbindelse med centrala Stockholm, via Arlanda flygplats.
År 2011 beräknades befolkningen i Uppsala kommun överstiga 200 000 personer, vilket gör att staden räknas som storstad enligt Sveriges kommuner och regioner.